# Lizika Jančar
Lizika Jančar - Majda, slovenska študentka in narodna herojinja,  *27. oktober 1919, Maribor,  † 20. marec 1943, Ljubljana.
Jančarjeva je bila članica KPS od leta 1941, bila je organizatorka radia Kričač in radiotelegrafistka CK KPS z Moskvo. 19. marca 1943 so jo v naselju Belo zajeli belogardisti in jo ustrelili.
Za narodno herojinjo je bila razglašena 27. novembra 1953.